# Les Clérimois
Les Clérimois sont une commune française située dans le département de l'Yonne en région Bourgogne-Franche-Comté.

## Géographie
À 11 km de Sens vers le nord-est, Les Clérimois culminent à 220 mètres d'altitude au-dessus de la vallée de la Vanne, en haut d'un escarpement montrant une pente de 45 m sur 220 m de distance immédiatement au sud du bourg. Sa position en hauteur lui ouvre l'horizon vers le sud et l'est où se trouvent la Vanne et la forêt d'Othe.

### Voies de communication
Passant au nord du bourg, l'autoroute A5 traverse la commune dans le sens est-ouest sur 3,5 km. Son accès le plus proche est la  19, près de Villeneuve-l'Archevêque à 13 km à l'est.
La D 46 de Sens à Villeneuve-l'Archevêque traverse le bourg d'ouest en est. Elle y est rejointe par la route de Pont-sur-Vanne venant du sud, elle-même rejointe par la D 225 1,5 km avant les Clérimois.

### Climat
Pour des articles plus généraux, voir Climat de la Bourgogne-Franche-Comté et Climat de l'Yonne.
En 2010, le climat de la commune est de type climat océanique dégradé des plaines du Centre et du Nord, selon une étude du Centre national de la recherche scientifique s'appuyant sur une série de données couvrant la période 1971-2000. En 2020, Météo-France publie une typologie des climats de la France métropolitaine dans laquelle la commune est exposée à un climat océanique altéré et est dans la région climatique  Nord-est du bassin Parisien, caractérisée par un ensoleillement médiocre, une pluviométrie moyenne régulièrement répartie au cours de l’année et un hiver froid (3 °C). 
Pour la période 1971-2000, la température annuelle moyenne est de 10,6 °C, avec une amplitude thermique annuelle de 15,4 °C. Le cumul annuel moyen de précipitations est de 845 mm, avec 12,9 jours de précipitations en janvier et 7,9 jours en juillet. Pour la période 1991-2020, la température moyenne annuelle observée sur la station météorologique de Météo-France la plus proche, « Flacy », sur la commune de Flacy à 12 km à vol d'oiseau, est de 11,2 °C et le cumul annuel moyen de précipitations est de 740,8 mm. 
La température maximale relevée sur cette station est de 41,9 °C, atteinte le 25 juillet 2019 ; la température minimale est de −25 °C, atteinte le 9 janvier 1985,,. 
Les paramètres climatiques de la commune ont été estimés pour le milieu du siècle (2041-2070) selon différents scénarios d'émission de gaz à effet de serre à partir des nouvelles projections climatiques de référence DRIAS-2020. Ils sont consultables sur un site dédié publié par Météo-France en novembre 2022.

## Urbanisme

### Typologie
Au 1er janvier 2024, Les Clérimois sont catégorisés commune rurale à habitat dispersé, selon la nouvelle grille communale de densité à sept niveaux définie par l'Insee en 2022.
Elle est située hors unité urbaine. Par ailleurs la commune fait partie de l'aire d'attraction de Sens, dont elle est une commune de la couronne,. Cette aire, qui regroupe 65 communes, est catégorisée dans les aires de 50 000 à moins de 200 000 habitants,.

### Occupation des sols
L'occupation des sols de la commune, telle qu'elle ressort de la base de données européenne d’occupation biophysique des sols Corine Land Cover (CLC), est marquée par l'importance des territoires agricoles (75,4 % en 2018), une proportion sensiblement équivalente à celle de 1990 (75,5 %). La répartition détaillée en 2018 est la suivante : 
terres arables (68,8 %), forêts (22,4 %), zones agricoles hétérogènes (6,6 %), zones urbanisées (2,2 %). L'évolution de l’occupation des sols de la commune et de ses infrastructures peut être observée sur les différentes représentations cartographiques du territoire : la carte de Cassini (XVIIIe siècle), la carte d'état-major (1820-1866) et les cartes ou photos aériennes de l'IGN pour la période actuelle (1950 à aujourd'hui).

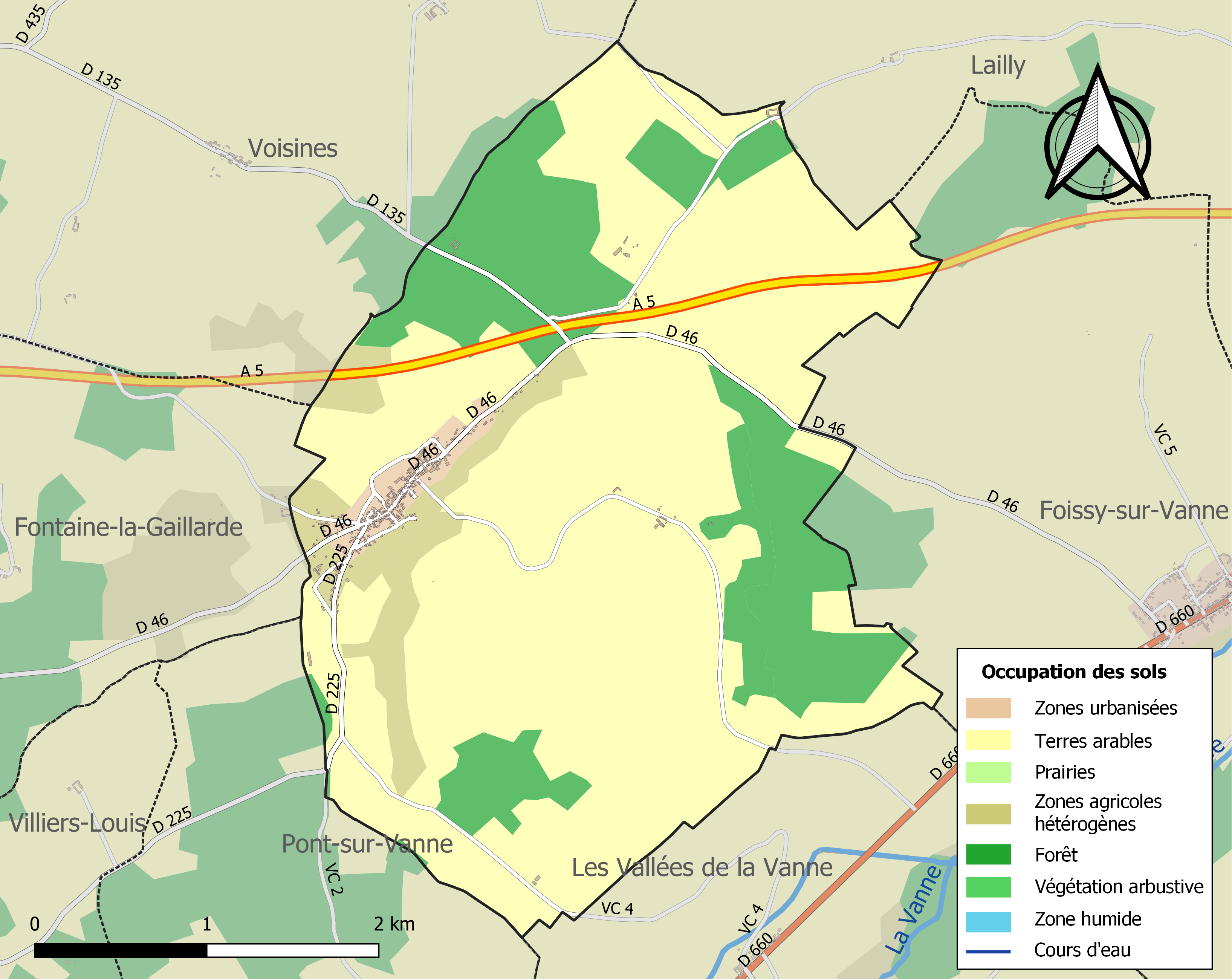
Carte des infrastructures et de l'occupation des sols de la commune en 2018 (CLC).

## Histoire

### Antiquité
Comme de très nombreux autres sites de la forêt d'Othe, les Clérimois ont connu une activité sidérurgique intense pendant près de mille ans, du IVe siècle av. J.-C. au Ve siècle ap. J.C.. Les fouilles archéologiques préventives pour la construction de l'autoroute A5, qui traverse la commune de part en part, ont permis l'étude la plus étendue à ce jour d'un ferrier antique. Trois ferriers ont révélé 18 bas-fourneaux très bien conservés, montrant trois étapes dans l'évolution des bas-fourneaux. Les premiers n'avaient pas de porte (il fallait les casser au moins en partie pour récupérer le massiau), et n'étaient munis que d'un seul orifice de ventilation. Ensuite sont apparus des bas-fourneaux de grande taille, avec évacuation des scories et tuyères multiples. Enfin le dernier type de bas-fourneau est plus petit, avec une assise en pierre taillée. Trois de ces fourneaux ont été préservés et sont exposés aux musées de Saint-Germain-en-Laye et de Sens.

### Révolution française
Claude Marc Costel, né le 25 avril 1729, à Coursan, curé de Foissy, doyen de la rivière de Vanne, élu député du bailliage de Sens aux États généraux de 1789.
Claude Marc Costel se montre d'abord pour la majorité contre les évêques de l'assemblée, il refuse néanmoins le serment et quitte sa cure. Le district de Joigny informe le département de l'Yonne le 23 avril 1793 que Costel s'est retiré à Chaumet, chez le curé, son neveu. La municipalité lui a refusé un passeport, le 1er mai, les gardes nationaux se présentent chez le curé de Chaumet et réclament son oncle. Réponses équivoques. Costel a disparu. Le 4 juillet, la gendarmerie le recherche, ses biens sont mis en adjudication le 2 avril 1795. Costel se cache à Coursan (Aube). Sous le Directoire, il ne peut échapper qu'en restant caché dans un tas de fagots. À la fin, découvert, il est incarcéré à Auxerre. 1798-1800 : il revient dans sa famille, est curé de Saint-Mards de 1800 à 1803, de Coursan du 23 janvier 1808 à 1813, et meurt à Coursan le 3 avril 1813.

### Époque contemporaine
Le hameau des Clérimois dépend de Chigy et Foissy-sur-Vanne jusqu'à la création de la commune en 1888, par démembrement de Chigy et de Foissy-sur-Vanne,.

### Agriculture

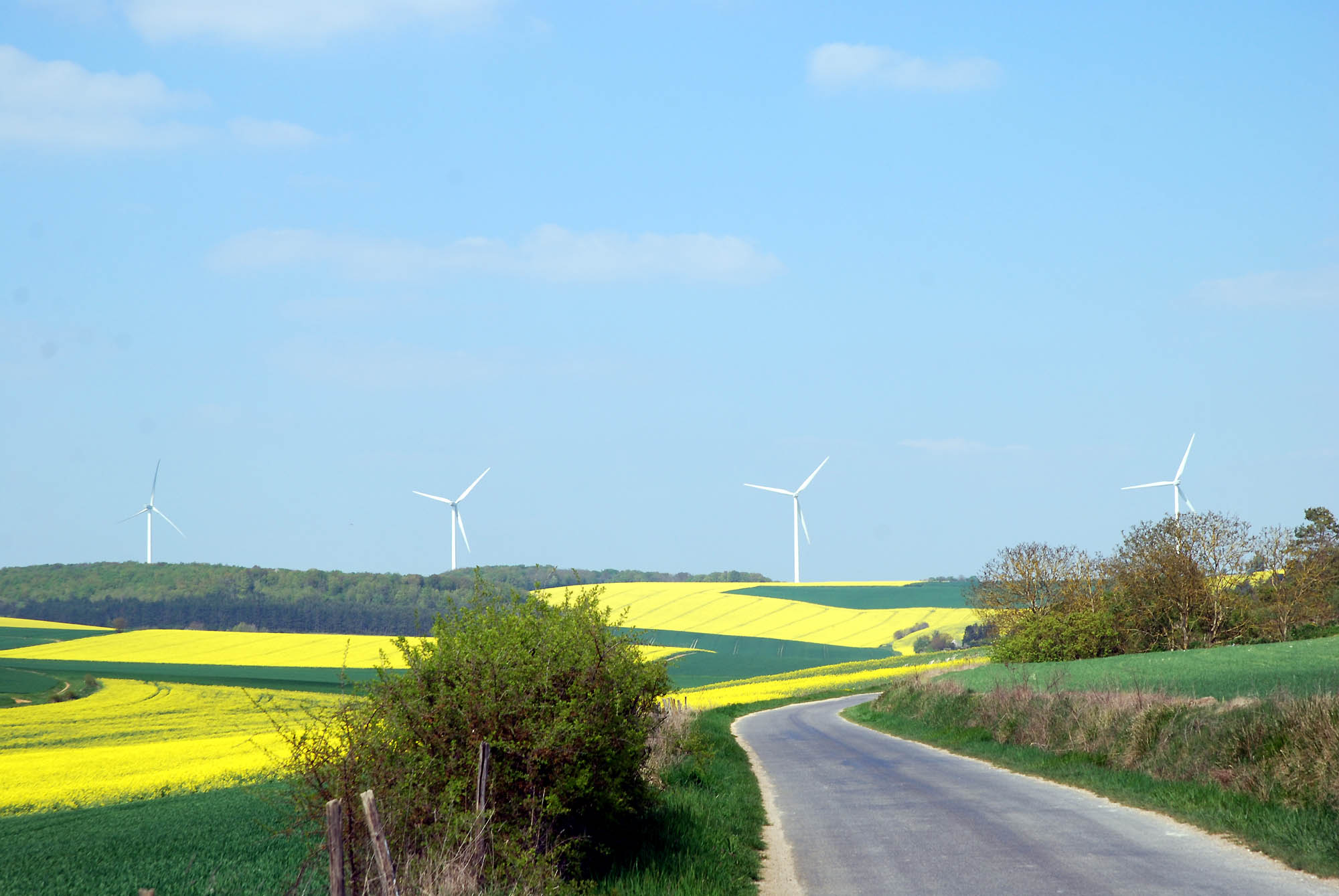
Le jaune du colza domine dans les champs.

## Politique et administration
| Période    | Période      | Identité        | Étiquette | Qualité |
| ---------- | ------------ | --------------- | --------- | ------- |
| 1929       | 1935         | Joseph Saussier |           |         |
|            |              |                 |           |         |
| mars 2001  | février 2009 | Jacques Poisson |           |         |
| avril 2009 | 2020         | Edmond Revellat |           |         |
| 2020       | En cours     | Isabelle Poulin |           |         |

## Démographie
L'évolution du nombre d'habitants est connue à travers les recensements de la population effectués dans la commune depuis 1891. Pour les communes de moins de 10 000 habitants, une enquête de recensement portant sur toute la population est réalisée tous les cinq ans, les populations de référence des années intermédiaires étant quant à elles estimées par interpolation ou extrapolation. Pour la commune, le premier recensement exhaustif entrant dans le cadre du nouveau dispositif a été réalisé en 2004.

En 2022, la commune comptait 298 habitants, en évolution de +1,02 % par rapport à 2016 (Yonne : −1,95 %, France hors Mayotte : +2,11 %).
| 1891 | 1896 | 1901 | 1906 | 1911 | 1921 | 1926 | 1931 | 1936 |
| ---- | ---- | ---- | ---- | ---- | ---- | ---- | ---- | ---- |
| 338  | 304  | 288  | 277  | 248  | 258  | 260  | 238  | 211  |

| 1946 | 1954 | 1962 | 1968 | 1975 | 1982 | 1990 | 1999 | 2004 |
| ---- | ---- | ---- | ---- | ---- | ---- | ---- | ---- | ---- |
| 227  | 192  | 202  | 185  | 154  | 199  | 231  | 233  | 242  |

| 2006 | 2009 | 2014 | 2019 | 2022 | - | - | - | - |
| ---- | ---- | ---- | ---- | ---- | - | - | - | - |
| 233  | 259  | 286  | 301  | 298  | - | - | - | - |

## Lieux et monuments
Dans le bois de la Chesnée (bois de la Chênaie) au nord du bourg, un ancien lavoir a été bâti au bord d'une mare.
La chapelle Saint-Léonard se trouve à 80 m du côté sud de l'autoroute. Elle a été construite par les moines de l'abbaye de Vauluisant près d'une fontaine guérissante au XVIIe siècle, et dédiée à saint Léonard de Noblat. Notée comme simple desserte en 1637, elle devient succursale de Foissy en 1772 mais les Clérimois y financent la présence à demeure d'un desservant en raison du trop grand éloignement de l'église de Foissy. Elle jouxte un ancien cimetière, récemment remis en état.
Trois puits existent encore sur la commune, dont un construit au début du XXe siècle (photo en tête de l'article) qui se trouve au croisement de la route de Sens et du chemin des Vignes.

Quelques points d’intérêt de la commune
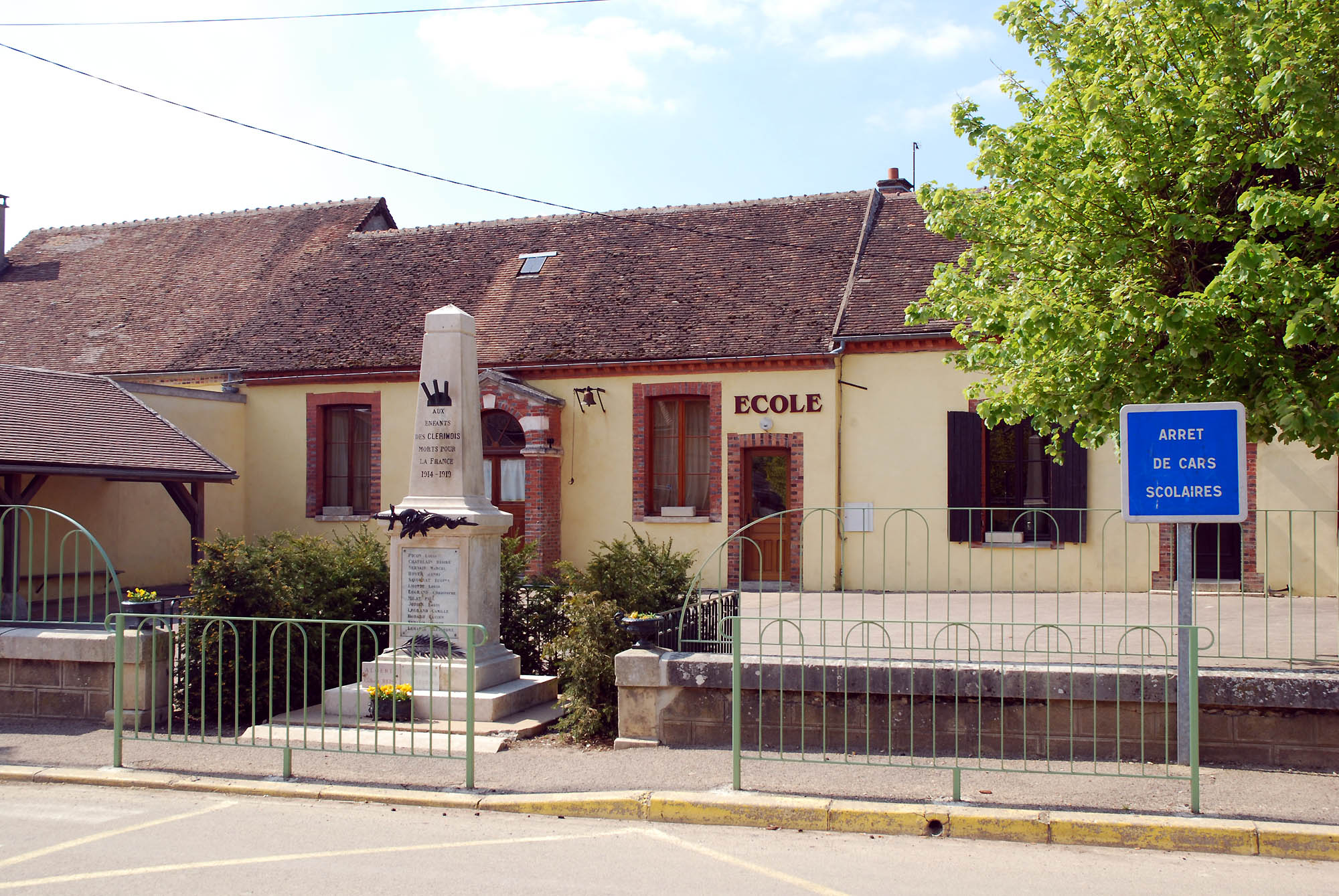
École.
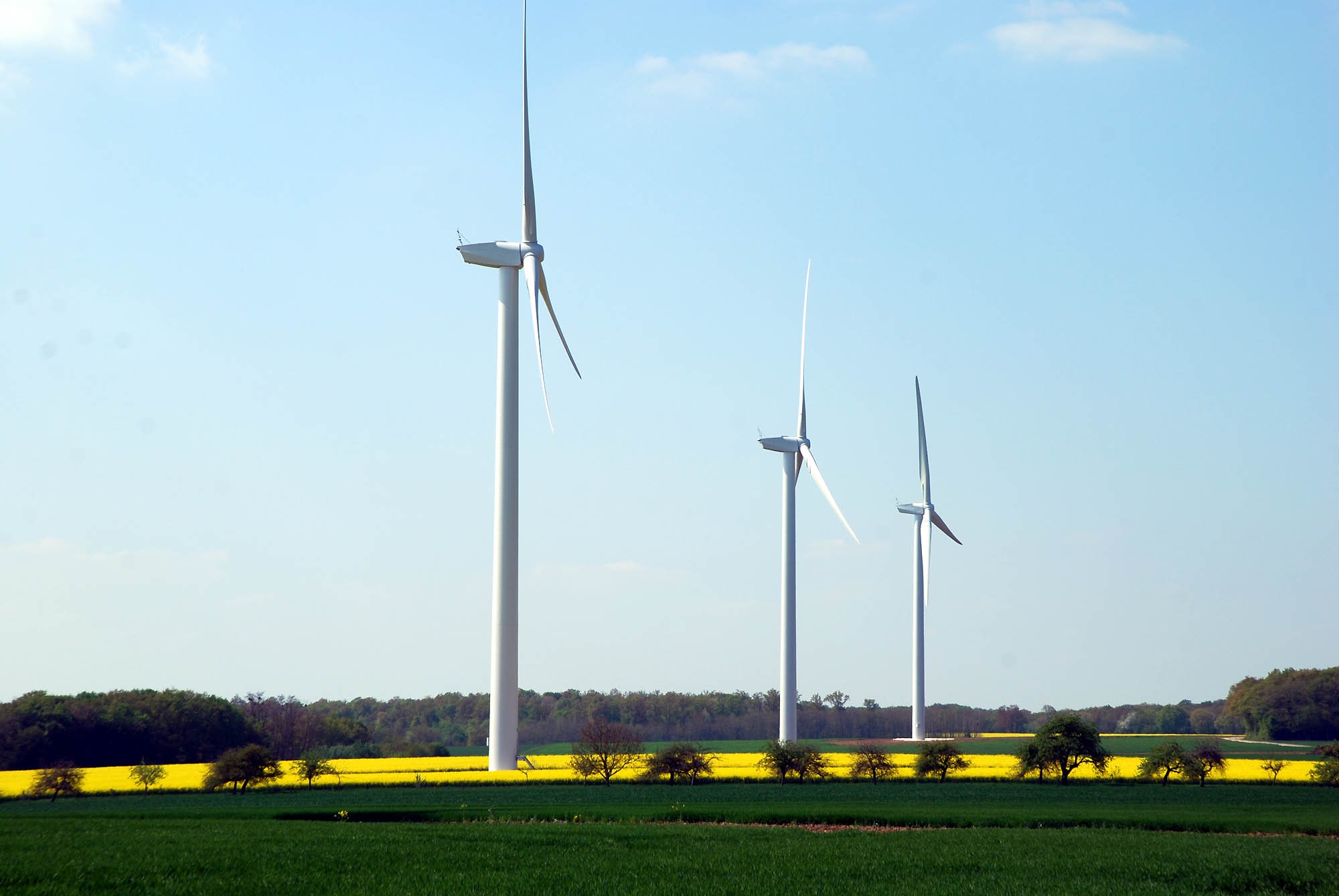
Éoliennes.

## Pour approfondir